# Darnell Nurse
Darnell Nurse (* 4. Februar 1995 in Hamilton, Ontario) ist ein kanadischer Eishockeyspieler, der seit Juli 2013 bei den Edmonton Oilers in der National Hockey League unter Vertrag steht und für diese auf der Position des Verteidigers spielt.

## Karriere

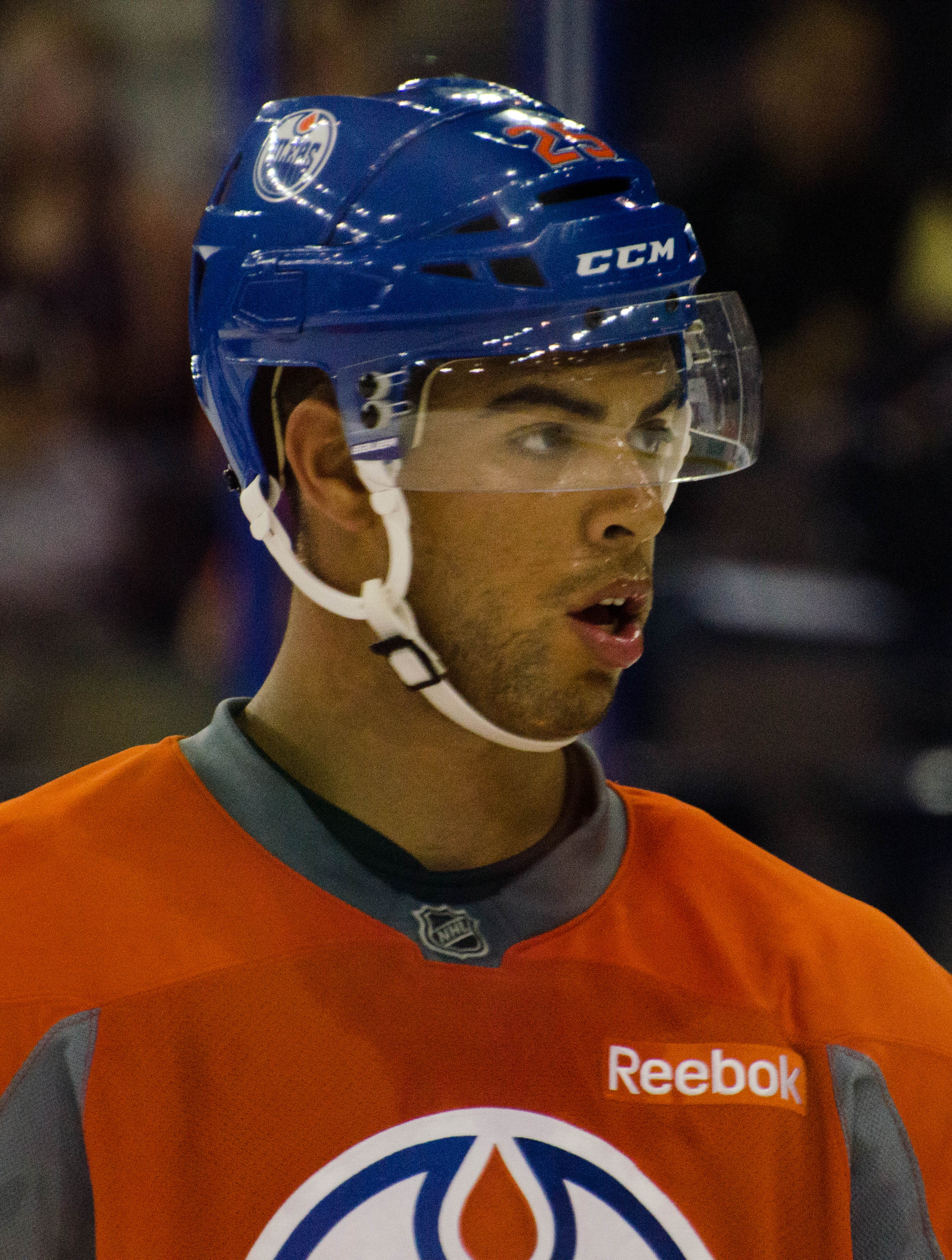
Darnell Nurse (2015)

Im Juniorenbereich spielte Darnell Nurse unter anderem für die St. Michael’s Buzzers und die Don Mills Flyers. Nurse wurde bei der OHL Priority Selection 2011 von den Sault Ste. Marie Greyhounds an insgesamt dritter Stelle ausgewählt. In seiner ersten OHL-Saison trat Nurse in 53 Spielen für die Sault Ste. Marie Greyhounds an. Außerdem vertrat er Kanada (Ontario) an der World U-17 Hockey Challenge 2012 und spielte für das kanadische U18-Team bei der Eishockey-Weltmeisterschaft der U18-Junioren 2012. An der World U-17 Hockey Challenge schoss er in fünf Partien ein Tor und bereitete zwei weitere vor. Für die kanadische U18-Nationalmannschaft trat er in sieben Spielen an, bei denen er zwar keine Scorerpunkte erzielte, aber trotzdem eine Plus-4-Bilanz erreichte. Nurse hatte großen Anteil daran, dass die Sault Ste. Marie Greyhounds die Playoffs erreichten. Als Assistenzkapitän war er der einzige Spieler, der in allen 68 Spielen der Regular Season auflief, in denen er 12 Tore und 29 Assists erzielte und die Saison mit einer Plus-15-Bilanz und insgesamt 115 Strafminuten beendete. In sechs Playoffspielen erzielte er ein Tor und drei Assists. Außerdem trat er an den Eishockey-Weltmeisterschaft der U18-Junioren 2013 für Kanada an.
Nachdem ihn die Oilers im NHL Entry Draft 2013 an siebter Position ausgewählt hatten, nahmen sie ihn im Juli 2013 direkt unter Vertrag. Vorerst verblieb Nurse allerdings noch in der OHL und stieß erst im April 2014 zu den Oklahoma City Barons, dem damaligen Farmteam der Oilers aus der American Hockey League. Dort konnte er sich allerdings nicht etablieren und verbrachte die Saison 2014/15 ebenfalls bei den Greyhounds in der OHL. Über den Jahreswechsel 2014/15 nahm er mit der U20-Nationalmannschaft an der Weltmeisterschaft im eigenen Land teil und gewann dort mit dem Team die Goldmedaille.
Seit Beginn der Spielzeit 2015/16 kommt der Verteidiger regelmäßig bei den Oilers in der NHL zum Einsatz. Sein Debüt für die A-Nationalmannschaft gab Nurse im Rahmen der Weltmeisterschaft 2018 und belegte dort mit dem Team den vierten Platz. Ein Jahr später gewann er mit dem Team die Silbermedaille.
Im September 2018 unterzeichnete Nurse einen neuen Zweijahresvertrag mit einem Gesamtvolumen von 6,4 Millionen US-Dollar, der im Februar 2020 vorzeitig um weitere zwei Jahre verlängert wurde und ihm mit Beginn der Saison 2020/21 ein durchschnittliches Jahresgehalt von 5,6 Millionen US-Dollar einbringen soll. Im weiteren Verlauf etablierte er sich zunehmend als Leistungsträger bei den Oilers, sodass er im August 2021 einen nun langfristigen und höher dotierten Vertrag erhielt. Dieser soll ihm von der Saison 2022/23 an in den folgenden acht Spielzeiten ein durchschnittliches Jahresgehalt von 9,25 Millionen US-Dollar einbringen und ihn zugleich zu einem der fünf bestbezahlten Abwehrspielern der Liga machen. In den Playoffs 2024 erreichte er mit den Oilers das Finale um den Stanley Cup, unterlag dort allerdings den Florida Panthers mit 3:4. Gleiches geschah am Ende der Playoffs 2025, als Edmonton mit 2:4 erneut an den Panthers scheiterte.

## Erfolge und Auszeichnungen
| - 2012 OHL Second All-Rookie Team - 2013 Teilnahme am CHL Top Prospects Game - 2013 Bobby Smith Trophy | - 2014 OHL Third All-Star Team - 2015 OHL Second All-Star Team |

### International
| - 2012 Bronzemedaille bei der World U-17 Hockey Challenge - 2012 Bronzemedaille bei der U18-Junioren-Weltmeisterschaft - 2012 Goldmedaille beim Ivan Hlinka Memorial Tournament | - 2015 Goldmedaille bei der U20-Junioren-Weltmeisterschaft - 2019 Silbermedaille bei der Weltmeisterschaft |

## Karrierestatistik
Stand: Ende der Saison 2024/25

### International
Vertrat Kanada bei:
| - World U-17 Hockey Challenge 2012 - U18-Weltmeisterschaft 2012 - Ivan Hlinka Memorial Tournament 2012 | - U20-Weltmeisterschaft 2015 - Weltmeisterschaft 2018 - Weltmeisterschaft 2019 |

(Legende zur Spielerstatistik: Sp oder GP = absolvierte Spiele; T oder G = erzielte Tore; V oder A = erzielte Assists; Pkt oder Pts = erzielte Scorerpunkte; SM oder PIM = erhaltene Strafminuten; +/− = Plus/Minus-Bilanz; PP = erzielte Überzahltore; SH = erzielte Unterzahltore; GW = erzielte Siegtore; 1 Play-downs/Relegation; Kursiv: Statistik nicht vollständig)

## Familie
Darnell Nurse ist der Sohn des früheren CFL-Wide Receivers Richard Nurse. Außerdem ist er der Neffe des früheren NFL-Starquarterbacks Donovan McNabb und der Bruder der kanadischen Basketballnationalspielerin Kia Nurse.